# Označavanje tramvajskih vozila Tatra
Za označavanje tramvajskih vozila Tatra koristi se nekoliko slova i brojki. Modernizacije ili rekonstrukcije ne mijenjaju potpuno naziv tipa.

## Standardni tramvaji bez zglobova
1. mjesto
- T = četveroosovinski motorni tramvaj
- B = četveroosovinska prikolica za tramvaj

2. mjesto
- Broj generacije tipa (1-7)

3. mjesto (Pozor - do polovice 1970. godina stavlja se oznaka za inozemstvo (npr. T3YU)
Pismeno označavanje udaljenosti utora za postolja:  
- A = 6,7 m (jednosmjerni tramvaj)
- B = 7,5 m (jednosmjerni tramvaj)
- C = 6,7 m (dvosmjerni tramvaj)
- D = 7,5 m (dvosmjerni tramvaj)

4. mjesto (Pozor - koristi se od polovice 1970. godina)
Brojevi označavaju širinu vozila:
- 2 = 2,2 m

- 5 = 2,5 m

- 6 = 2,6 m

5. mjesto (Pozor - koristi se od polovice 1970. godina)
Za inozemstvo: B (Bugarska), D (Njemačka), H (Mađarska), K (Sjeverna Koreja), R (Rumunjska), SU (Sovjetski Savez), SUCS (tramvaj za Sovjetski Savez prepravljen za Čehoslovačku), YU (Jugoslavija).
Nekada se stavljala i CS (Čehoslovačka).
POZOR: Tramvaj T3R (polovica 1990. godina) R znači Rekonstrucija, T3RF-RF znači Ruska Federacija.
Upozorenje: Do 1960. godina se koristio drugačiji sustav oznake s rimskim brojevima (TI, TII, TIII).
Primjer: T5C5H - četveroosovinski motorno tramvajsko vozilo, 5. generacije, udaljenost utora za postolja 6,7 m, širine 2500 mm, inozemno izrađeno za Mađarsku

## Zglobni tramvaji

### Tramvaji1960-ih
1. mjesto
- K = zglobni šešteroosovinski tramvaj

2. mjesto
- broj generacije tipa (1, 2, 5)

3. mjesto
Za inozemstvo: AR (Arapska Republika Egipat), SU (Sovjetski Savez), YU (Jugoslavija).
Nekada se stavljala i CS (Čehoslovačka).
Primjer : K2YU - zglobni šesteroosovinski tramvaj, 2. generacija, izrađeno za Jugoslaviju.

### Tramvaji1970-ihdo1990-ihgodina
1. mjesto
- K = zglobni tramvaj
- R = zglobni tramvaj za brzi prijevoz

2. mjesto
- T = označava motorno tramvajsko vozilo
- B = označava tramvajsku prikolicu

3. mjesto
Brojevi označavaju količine osovina: 4, 6 ili 8.
4. mjesto (Pozor - stavlja se do polovice 1970. godina oznaka za inozemstvo (npr. KT4YU), zatim ovako)
Udaljenost utora za postolja
- A = 6,7 m (jednosmjerni tramvaj)
- B = 7,5 m (jednosmjerni tramvaj)
- C = 6,7 m (dvosmjerni tramvaj)
- D = 7,5 m (dvosmjerni tramvaj)

5. mjesto (Pozor - koristi se od polovice 1970. godina)
- 2 = 2,2 m
- 5 = 2,5 m
- 6 = 2,6 m

6. mjesto (Pozor - koristi se od polovice 1970. godina, prije je bilo na 4. mjestu)
Za inozemstvo: D (Njemačka), K (Sjeverna Koreja), M (Manila - glavni grad Filipina), SU (Sovjetski Savez), YU (Jugoslavija)
Nekada se stavljala CS (Čehoslovačka)
Za KT8D5N - N (niskopodan)
Upozorenje: Ovdje nije uključeno za tipove RT6 (RT6N1 i RT6S - S znači Siemens AG)
Primjer: KT8D5SU - zglobni motorni tramvaj s 8 osovina, utori za postolja udaljeni 7,5 m, širina vozila 2,5 m, izrađeno za Sovjetski Savez